# الحركة دون خوف
الحركة دون خوف هي حزب سياسي في بوليفيا. تأسس الحزب في عام 1999. رئيس الحزب هو خوان دل غرنادو كوسيو.